# Kip Colvey
Kip Warren Colvey II (* 15. März 1994 in Līhuʻe) ist ein ehemaliger neuseeländischer Fußballspieler, der meist als Abwehrspieler eingesetzt wurde.

## Karriere

### Jugend und Amateurfußball
Colvey wurde auf Hawaii geboren, wuchs aber in den Marlborough Sounds in Neuseeland auf. Er besuchte das Nelson College und spielte auch für die Fußballmannschaft seiner Universität. Danach zog er nach Christchurch um und besuchte dort die Asia-Pacific Football Academy.
Im Jahr 2012 zog er wieder in die USA und studierte vier Jahre lang an der California Polytechnic State University. Zur gleichen Zeit spielte er außerdem noch zwei Jahre in der Premier Development League für Ventura County Fusion.

### Vereinskarriere
Colvey wurde als achter Pick (49. Insgesamt) in der dritten Runde des MLS SuperDraft 2016 von den San José Earthquakes gewählt. Dort unterzeichnete er am 4. März 2016 einen Profivertrag. Sein Pflichtspieldebüt absolvierte er am 13. März 2016 gegen die Portland Timbers. Aufgrund seiner guten Leistungen in diesem Spiel wurde er als „Rookie der Woche“ ausgezeichnet.
Nach der Saison 2017 erhielt Colvey keinen neuen Vertrag bei San José und wurde im Waiver Draft von den Colorado Rapids ausgewählt, bei denen sein früherer Nationaltrainer Anthony Hudson den Trainerposten bekleidete.
Nachdem er in der Frühphase der Saison zu drei Startelfeinsätzen gekommen war, fand er im weiteren Saisonverlauf keine Berücksichtigung mehr und wurde im Juni 2018 in die United Soccer League an die Colorado Springs Switchbacks verliehen. Am Saisonende verzichteten die Colorado Rapids auf eine Verlängerung des Vertrags und Colvey erklärte im Anschluss seinen Rücktritt vom Profifußball.

### Nationalmannschaft
Am 12. Mai 2016 wurde Colvey in den Kader der Nationalmannschaft für die Fußball-Ozeanienmeisterschaft 2016 berufen. Nachdem er dort in allen 5 Spielen zum Einsatz gekommen war, gewann er mit der Nationalmannschaft die Ozeanienmeisterschaft.
Beim FIFA-Konföderationen-Pokal 2017 in Russland kam er in der Vorrunde bei der 0:2-Niederlage gegen den Gastgeber zu seinem einzigen Einsatz, im November 2017 wirkte er auch bei den beiden Play-off-Spielen der WM-Qualifikation gegen Peru mit, als durch eine 0:2-Niederlage im Rückspiel in Peru die Endrundenteilnahme verpasst wurde.